# Тропікамід
Тропікамід — це лікарський засіб, який належить до групи антихолінергічних засобів. Він використовується переважно в офтальмології для досягнення мідріазу та циклоплегії під час обстеження очей.
Антихолінергічні засоби, код АТХ S01F A06. Тропікамід.Очні краплі 0,5% та 1%.Блокує М-холінорецептори сфінктера зіниці та циліарного м'яза, що призводить до розширення зіниці (мідріаз) та паралічу акомодації.
Використовується для дослідження очного дна, паралічу акомодації під час дослідження рефракції, розширення зіниці перед чи після операції, а також після хірургічного втручання, наприклад, імплантації лінз.Гіперчутливість до тропікаміду, закритокутова глаукома або підозра на неї.
Настає через 20 хвилин після інстиляції в око.Розмір зіниці повертається до нормального стану через 6 годин.: Можлива слабка системна резорбція через слізні протоки, але вона зазвичай незначна.
Тропікамід діє подібно до атропіну, але його ефекти настає швидше і є нетривалими.